# Mathieu Grébille

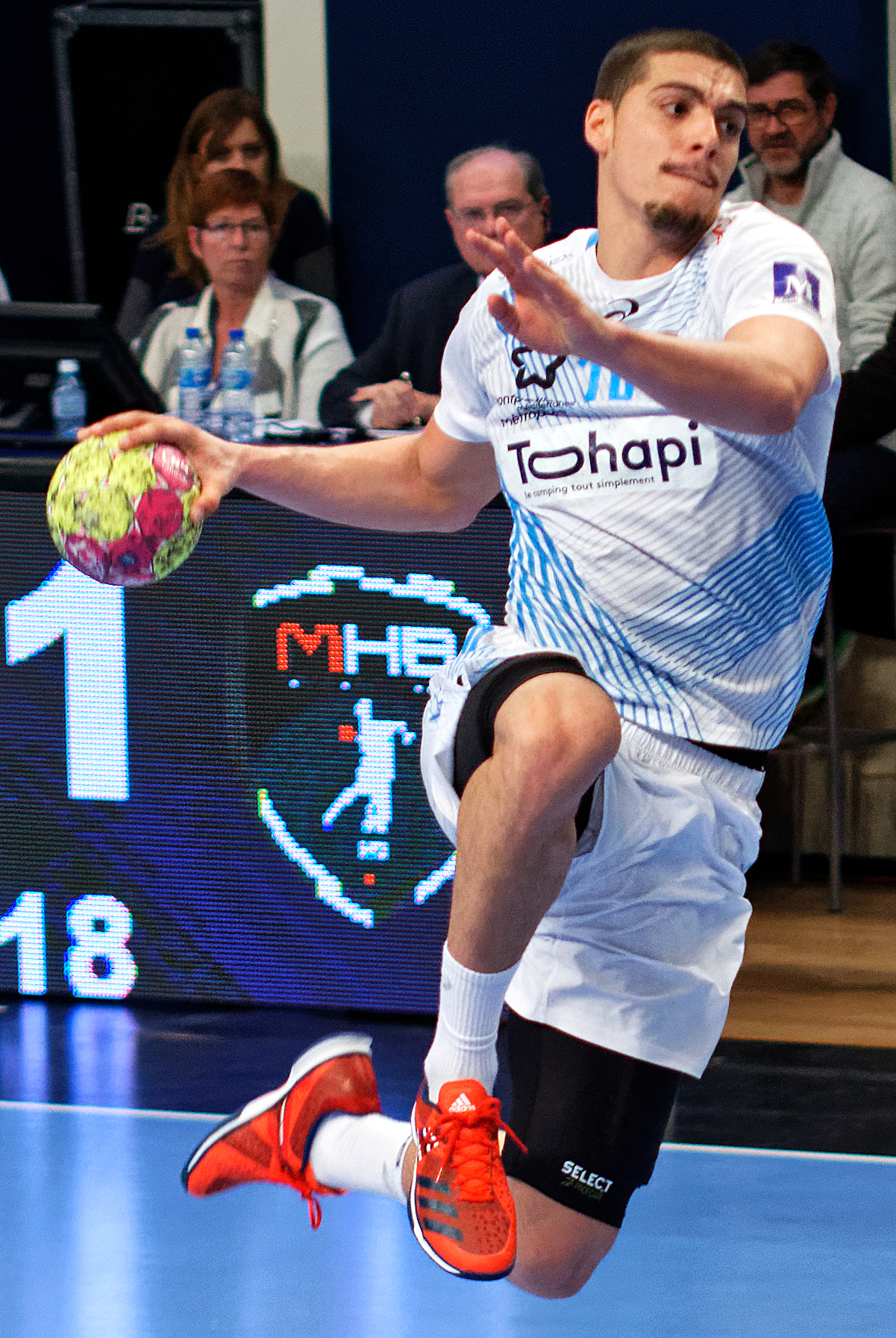
Mathieu Grébille (2016)

Mathieu Grébille (* 6. Oktober 1991 in Paris) ist ein französischer Handballspieler, der zumeist auf Linksaußen eingesetzt wird. Zum Anfang seiner Karriere spielte er noch im linken Rückraum.
Der 1,98 m große und 94 kg schwere Rechtshänder begann 2002 mit dem Handballspiel bei ASC Ducos Martinique. 2008 wechselte er zum französischen Rekordmeister Montpellier Handball. Ab der Saison 2009/10 lief er in der ersten französischen Liga mit der Rückennummer 10 auf und gewann mehrfach Meisterschaft, Pokal, Ligapokal und Supercup.
International spielte er mit Montpellier viermal in Folge in der EHF Champions League. 2009/10 und 2010/11 erreichte er das Viertelfinale. Im EHF Europa Pokal 2013/14 unterlag er im Endspiel Pick Szeged. Seit dem Sommer 2020 steht er bei Paris Saint-Germain unter Vertrag.
In der französischen Nationalmannschaft debütierte Grébille, der die Rückennummer 15 trägt, am 1. November 2012 gegen Litauen. Die Europameisterschaft 2014 war sein erstes internationales Turnier, bei dem er acht Tore erzielte und Europameister wurde. Bei den Olympischen Spielen 2016 in Rio de Janeiro gewann er die Silbermedaille. Bei der WM 2019 gewann er die Bronzemedaille. Bei der Weltmeisterschaft 2023 gewann er mit Frankreich die Silbermedaille. Bei der Weltmeisterschaft 2025, bei der Frankreich Bronze gewann, wurde er in allen neun Partien eingesetzt und warf acht Tore.
Bisher bestritt er 102 Länderspiele, in denen er 148 Tore erzielte. (Stand: 3. Februar 2025)

## Erfolge
- Französischer Meister 2010, 2011, 2012, 2021, 2022, 2023, 2024, 2025
- Coupe de France 2010, 2012, 2013, 2016, 2021, 2022
- Coupe de la Ligue 2010, 2011, 2012, 2014, 2016
- Trophée des Champions 2010 und 2011
- EHF Champions League 2018
- Europameister 2014
- Olympische Spiele: Silber 2016
- Weltmeisterschaft: Bronze 2019 und 2025, Silber 2023